# 䱗
䱗，又稱白鰷、條鰶、鮂、克氏鱎、鯈，俗稱䱗子、䱗條、青鳞子、白条、白鱎、奇拉、奇力魚、苦槽仔、海鰱仔、烏尾冬、奇力仔，为輻鰭魚綱鯉形目鯝科䱗属的其中一種鱼类。

## 分布
此物种主要栖息于江河湖泊浅水缓流处或静水水体，原产朝鲜半岛、日本、台灣和中国除青藏高原外的大部分淡水或半淡鹹水水体，现已被引进多个國家和地区，包括越南、俄羅斯遠東地區、蒙古的溪流中，以及阿富汗、烏茲別克及伊朗。
在中国，该物种的模式产地在华北。

## 特徵
本魚體側扁且延長，頭小，口端位，斜裂，腹棱完全，魚鱗中等大，側線完全，側線鱗49-58枚，第1鰓弓外側鰓耙15-18枚，下咽齒3行，魚體呈銀灰白色，背部較深，呈灰绿色，腹部銀白色，尾鰭叉形，鰭緣灰黑。雄魚的頭部於繁殖期會出現追星，背鰭硬棘3枚；背鰭軟條7枚；臀鰭硬棘3枚；臀鰭軟條11至13枚，體長可達23-25公分。

## 生態
本魚種為初級淡水魚，棲息於低海拔的溪流、湖泊或水庫的中上水層，最適pH值為7.0，水溫攝氏18至22度（華氏64至72度），水深0至10公尺。本魚種行動迅速活潑，繁殖力和適應力強，屬雜食性，以浮游动物、甲壳动物、藻類或水生昆蟲等為食。於水生植物上產附著性卵。

## 經濟利用
食用魚，適合油炸。

## 扩展阅读
- . 遠流出版社. 2003年.
- 台灣魚類資料庫 （页面存档备份，存于）